# Der Stern von Afrika
Der Stern von Afrika (Alternativtitel: Hauptmann Marseille) ist ein deutscher Kriegsfilm, der von Alfred Weidenmann als Schwarz-Weiß-Film inszeniert wurde und biografische Lebensabschnitte des deutschen Jagdfliegers Hans-Joachim „Jochen“ Marseille und dessen Einsätze im Zweiten Weltkrieg zum Thema hat. Der Film wurde am 13. August 1957 in Hannover uraufgeführt.
Der Spielfilm lief in den Kinos sehr erfolgreich, obwohl die Filmkritiken überwiegend zurückhaltend ausfielen. Für einige der Darsteller, unter anderem für Joachim Hansen, Hansjörg Felmy und Horst Frank, war dieser Film der Durchbruch zu einer erfolgreichen Schauspielkarriere.

## Handlung
Kurz vor Kriegsbeginn befindet sich Fähnrich Jochen Marseille an einer Luftwaffen-Kriegsschule in Berlin, in der er durch draufgängerische Flüge und undiszipliniertes Verhalten bei seinen Vorgesetzten negativ auffällt und nur durch Hilfe seines Freundes und Kameraden Robert Franke vor härteren Strafen verschont bleibt. Nach Ausbruch des Zweiten Weltkrieges wird seine Staffel nach Frankreich verlegt. In der Luftschlacht um England muss Marseille auch die Brutalität des Luftkrieges erleben, als sein Freund Robert nach einem Abschuss für kurze Zeit als vermisst gilt. Doch nach der glücklichen Rückkehr seines Kameraden ist für Jochen die unbeschwerte Fliegerwelt wieder in Ordnung. Das nachdenkliche Gespräch mit einem französischen Zivilisten berührt ihn und seine Fliegerkameraden nur kurz. Wenig später wird seine Einheit nach Nordafrika zum Afrikakorps abkommandiert. Dort entwickelt sich Marseille durch sein überragendes fliegerisches Talent schnell zum erfolgreichsten Jagdflieger.
Mit zunehmender Dauer seines Afrikaeinsatzes verliert Jochen immer mehr Kameraden im Luftkampf gegen die Royal Air Force. Insbesondere der Tod des unerfahrenen Unteroffiziers Klein bei dessen erstem Luftkampf und ein Gespräch mit dem Bergungsoffizier Krusenberg lassen Zweifel an der Sinnhaftigkeit seiner Einsätze in ihm aufkeimen. Nach seinem 100. Feindabschuss wird Marseille nach Berlin beordert, wo er mit dem Ritterkreuz mit Schwertern ausgezeichnet wird. Nach einer Propagandaveranstaltung in seiner ehemaligen Schule lernt Jochen Marseille die Mathematiklehrerin Brigitte kennen und verliebt sich in sie. Er nimmt sie mit nach Rom, wo Marseille auf Einladung des italienischen Oberkommandos eine weitere Auszeichnung erhält. Die beiden erleben ein paar unbeschwerte Tage in Italien. Die verzweifelte Brigitte versucht ihn zur Fahnenflucht zu überreden, aber aus Pflichtgefühl kehrt Jochen zu seiner Staffel nach Nordafrika zurück. Dort gehen die Luftkämpfe weiter. Während eines Aufklärungsfluges über Ägypten bekommt sein Jagdflugzeug einen Motorschaden, und er kann sich nur mit Mühe in den von Deutschen kontrollierten Luftraum retten. Bei dem Versuch, aus dem abstürzenden Flugzeug zu springen, öffnet sich der Fallschirm von Marseille nicht. Er wird später tot in der Wüste gefunden. Seine Freundin Brigitte erhält die Nachricht von seinem Tod während ihres Unterrichtes vor einer Schulklasse und bricht zusammen.

## Produktion
Die deutsche Produktionsfirma des Films war die Neue Münchner Lichtspielkunst GmbH – Neue Emelka. Zur Finanzierung des Films stellte die Produktionsfirma einen Kreditantrag bei der Berliner Revisions- und Treuhand Aktiengesellschaft. Der Treuhand gegenüber bewarb man den Film als eine Art Gegenfilm zu Helmut Käutners Film Des Teufels General. Im Gegensatz zu Käutners Film sei Der Stern von Afrika, so die Neue Emelka, unerlässlich für die „militärische Abwehrbereitschaft“ der mehrheitlich kriegsmüden deutschen Bevölkerung. Nach Rücksprache mit dem Bundesverteidigungsministerium und Bundesinnenministerium, die beide nicht von der ersten Drehbuchfassung überzeugt waren, wurde der Kreditantrag jedoch abgelehnt. Dennoch gelang es den Produzenten, die Produktionskosten für den Film in Höhe von 1,3 Mio. DM selbst aufzubringen. Dies gelang auch durch die Unterstützung der Spanischen Luftwaffe, die die erforderlichen Flugzeuge, Piloten, das Bodenpersonal und sonstiges militärisches Material für den Dreh zur Verfügung stellte. Die in dem Film dargestellten Jagdflugzeuge des Typs Messerschmitt Bf 109 waren überwiegend spanische Lizenzproduktionen. Co-Produzent wurde die spanischen Ariel Film aus Madrid.
Rüdiger von Hirschberg überwachte die Filmherstellungsleitung im Inland, Willy Zeyn im Ausland. Erwin Gitt kam als Produktionsleiter zum Einsatz.
Die Außenaufnahmen wurden in Berlin, München, Rom, Sevilla und auf den Kanarischen Inseln gedreht. Fachliche Beratung leisteten die Jagdflieger Eduard Neumann und Rolf Seitz, die während des Kriegs Kameraden von Hans-Joachim Marseille im Jagdgeschwader 27 waren.
Die Flugszenen mit den Schauspielern entstanden als Trickaufnahmen bei der Bavaria in Geiselgasteig. Bilder der echten Flugzeuge in Aktion nahm Jost Graf von Hardenberg mit einer Spezialkamera in Spanien auf.
Für Erich Ponto (Die Feuerzangenbowle, Der dritte Mann), als Pariser Billardspieler, war es der letzte Spielfilm. In einer Nebenrolle als Küchenhilfe Mathias trat erstmals der Schlagersänger Roberto Blanco (im Vorspann als Roberto Zerquera genannt) auf.
Die Uraufführung fand am 13. August 1957 im Theater am Aegi in Hannover statt. Die 65-jährige Mutter des verstorbenen Jagdfliegers Hans-Joachim Marseille war Ehrengast bei der Berliner Premiere am 15. August im Zoo Palast.

## Kritik
- Vor dem Hintergrund der erst ein Jahr zuvor aufgestellten neuen Luftwaffe der Bundeswehr im Jahr 1956 sahen einige Filmkritiker eine Anlehnung an einen expressiven Propagandafilm.[4]
- Er ist gefährlich, er ist restaurativ, er ist neonazistisch. – Vorwärts[5]
- Clevere Mischung aus Heldenepos, Kampfreportage und halbherzigen Antikriegsphrasen. – Lexikon des internationalen Films[6]
- ... Das Dioskurenpaar des „Canaris“-Films, Regisseur Alfred Weidenmann und Autor Herbert Reinecker, müht sich in diesem Film über den deutschen Jagdflieger Hans-Joachim Marseille vergebens, mit eingesprenkelten Wochenschau-Aufnahmen und Dialog-Sentenzen den Unterschied zwischen dem Heldentod für die Freiheit und dem Heldentod für Hitler darzutun. Der Luftwaffen-Siegfried – den der Film-Neuling Joachim Hansen recht novizenhaft spielt – weiß als Credo und Fazit seines Lebens nichts anderes zu stammeln als „Fliegen und Abschießen“. Der Krieg wird zwar mehrfach in stockenden Worten mißbilligt, seine Tragödien werden aber nur knapp angedeutet: durch abgerissene Flüche und fernen Rauch. (Der Spiegel, Nr. 36 vom 4. September 1957)